# Euclidiodes ophiusina
Euclidiodes ophiusina är en fjärilsart som beskrevs av Butler 1882. Euclidiodes ophiusina ingår i släktet Euclidiodes och familjen mätare. Inga underarter finns listade i Catalogue of Life.